# Kaleval'sky (huyện)
Huyện Kaleval'sky (tiếng Nga: Калевальский национальный район) là một huyện hành chính tự quản (raion), của Cộng hòa Karelia, Nga. Huyện có diện tích 13149 kilômét vuông, dân số thời điểm ngày 1 tháng 1 năm 2000 là 10700 người. Trung tâm của huyện đóng ở Kalevala.